# Orontes I
Orontes of Ervand I (Armeens: Երվանդ ԱԵրվանդ Ա ; - 344 v.Chr.) was satraap van Armenië vanaf 401 v.Chr. en vervolgens van Mysië rond 382 v.Chr.

## Afkomst en familie
Orontes was de zoon van een zekere Artasyras of Artasouras, satraap van Bactrië onder de regering van koning Darius II.
Hij was een huisvriend van Artaxerxes II die hem ongetwijfeld steunden tegen zijn broer Cyrus de Jongere. Het is in die hoedanigheid dat hij trouwde met Rhodogune, dochter van de grootkoning en Stateira, een dochter van Hydarnes III, satraap van Armenië, en hierdoor ook een nicht van Teritouchmes, tevens satraap van Armenië, die was getrouwd met Amestris, een zus van diezelfde Artaxerxès II.
Hyrdanes en zijn familie verdwenen in 410 v.Chr. van het politieke gevolg in de nasleep van een door koning Parysatis, zus-echtgenote van Darius II en moeder van Artaxerxes II, beraamd  complot, die haar dochter Amestris wou wreken, verlaten door Teritouchmes die vervolgens met zijn eigen zus Roxane was getrouwd.

## Satraap
Volgens Xenophon zou Orontes vanaf 401 v.Chr. Armenië controleren waar hij beschikte over een residentie en een "paradijs" als satraap met als collega Tiribazes, hipparchus in westelijk Armenië.
In 387/386-383/381 namen ze samen deel aan de veldtocht naar Cyprus tegen Euagoras I. Het is in deze periode dat hij, belast met het bevel over de landmacht, de satraap Tiribazes, commandant van de Achaemenidische marine, ervan beschuldigde persoonlijke onderhandelingen te hebben gevoerd tijdens het beleg van Salamis, en dat de grootkoning, Tiribazes steunend, Orontes niet meer onder zijn vrienden rekende. Het is zonder twijfel na deze episode dat hij werd overgeplaatst naar Mysië.
Orontes was vervolgens geïmpliceerd in de grote opstanden van de satrapen van Klein-Azië van 366-361 samen met Maussollus van Carië, Datames van Cappadocië en Ariobarzanes, de voormalige satraap van Frygië. Terwijl hij bepaalde delen van westelijk Anatolië controleerde rond Pergamon, schijnt hij openlijk in opstand te zijn gekomen tegen het Achaemenidische rijk terwijl hij een gevecht leidt tegen de satraap van Dascylion en muntstukken in zijn naam liet slaan in Ionië.
Orontes zou vervolgens niet twijfelen om zijn bondgenoten te verraden om in de gratie te komen bij de nieuwe grootkoning Artaxerxes III. Na het zilver te hebben ingezammeld om een leger van huurlingen te lichten en contact op te nemen met farao Teos, maakte Orontes zich meester van zijn huurlingen en leverde hen uit aan de officiers van Artaxerxes III teneinde zijn pardon te krijgen. Orontes werd vervolgens door de grootkoning belast met een expeditie in Egypte die eindigde met de overgave van Teos.
Orontes I stierf omstreeks 344 v.Chr.

## Nageslacht
Orontes I was de vader van Orontes II, satraap van Armenië van 344 tot 331 v.Chr. en, volgens Cyrille Toumanoff, de stichter van de dynastie van de Orontiden die regeerden over Armenië, Sophene en Commagene.
De koningen van Commagene maakten in feite aanspraak op een Achaemenidische afkomst en pretendeerden Orontes en Darius I als voorouders te hebben op basis van de verbintenis van Orontes met Rhodogune, dochter van Artaxerxes II. Volgens Cyrille Toumanoff was Ptolemaios, de stichter van dit koninkrijk, een kleinzoon van de Orontidische koning van Armenië Arsames rond 260-228 en een neef van Xerxes.